# Wouter Van Besien
 (décembre 2019).
Si vous disposez d'ouvrages ou d'articles de référence ou si vous connaissez des sites web de qualité traitant du thème abordé ici, merci de compléter l'article en donnant les références utiles à sa vérifiabilité et en les liant à la section « Notes et références ».
Wouter Van Besien, né le 1er novembre 1971 est un homme politique belge flamand, membre de Groen dont il a été président du 25 octobre 2009 au 15 novembre 2014.
Van Besien est licencié en sociologie et a obtenu un  diplôme de master of arts in developing area studies (maîtrise dans l'étude du développement) à l'université de Hull. Il était actif dans le scouting flamand et le Conseil de la jeunesse flamande (Vlaamse Jeugdraad) et est devenu secrétaire national du mouvement de jeunesse Chiro (équivalent du Patro) en Flandre (Chirojeugd-Vlaanderen).
En 2001 il est devenu membre du parti Agalev (ancienne appellation de Groen) à Anvers. Il est depuis 2006 échevin de district à Borgerhout, depuis janvier 2010 président du collège de district, et a succédé à Mieke Vogels comme président du parti Groen en 2009. Au congrès statutaire de Groen en 2010, il a été réélu pour une période de quatre ans. Comme candidat unique, il a obtenu un score de 94 %. Ayant décidé de ne pas se représenter, il cède sa place à Meyrem Almaci, le 15 novembre 2014.

## Carrière politique
- 2006-2009 : échevin de district à Borgerhout
- 2009-2014 : président de Groen
- 2010 (janvier) - 2013 (janvier) : président du collège de district à Borgerhout
- 2014- : député flamand
  - sénateur de communauté (2014-)